# 버나드 B. 제이컵스 극장

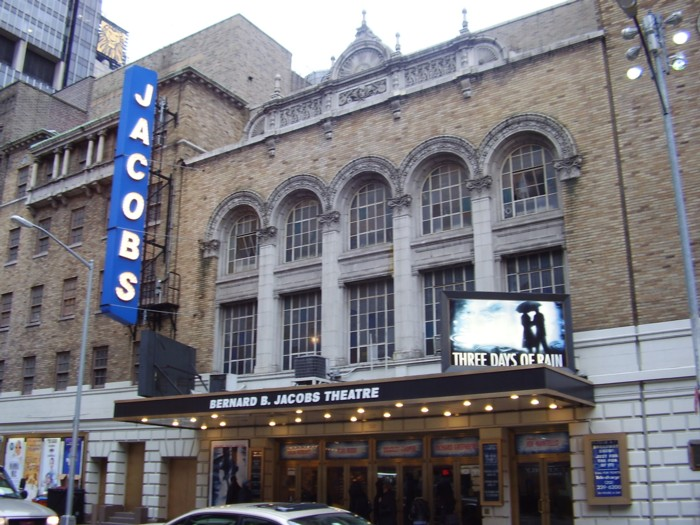
버나드 B. 제이컵스 극장

버나드 B. 제이컵스 극장(Bernard B. Jacobs Theatre)은 미국 뉴욕 맨해튼에 있는 브로드웨이 극장이다. 이전에는 로열 극장(Royale Theatre)이라고 불렸다.